# Chrysotimus xiaohuangshanus
Chrysotimus xiaohuangshanus är en tvåvingeart som beskrevs av Wang, Yang och Patrick Grootaert 2005. Chrysotimus xiaohuangshanus ingår i släktet Chrysotimus och familjen styltflugor. Inga underarter finns listade i Catalogue of Life.